# Palazzo del Podestà (Asti)
la sua abitazione nei tempi antichi

il Podestà, che presiedeva, e la governava,

e negli ultimi tempi, prima della rivoluzione del 1797

vi era ancora una sala grande, la quale serviva

di segreteria dè Signori Notai Collegiati»
(Stefano Giuseppe Incisa, Giornale di Asti, 1815)
Il palazzo del Podestà, o dei notai, è uno degli edifici medievali astigiani più belli della città.
Sorge all'incrocio fra via dei Cappellai e via Incisa. Il Gabiani, che si documentò sugli scritti del canonico Incisa, considerò erroneamente il palazzo la sede del podestà nel periodo comunale e, per questo motivo, ancora oggi è universalmente conosciuto con quell'appellativo.
In realtà i Podestà comunali, in tutta la storia astigiana, dimorarono o in abitazioni private oppure in quella che fu la Casa del Popolo a fianco della Collegiata di San Secondo.

## Storia
È probabile che il palazzo sia nato come terzo palazzo comunale. 
Il primo palazzo, erroneamente identificato dal Gabiani come palazzo Zoya, era denominato "palazzo delle volte del Duomo" e venne costruito nelle vicinanze della Cattedrale, vero punto nevralgico in antichità della vita sociale della città e sede del vescovo. 
In seguito allo spostamento delle principali attività artigiane e del  mercato nella zona della piazza della Collegiata di San Secondo,  anche la sede comunale  si spostò.
Gli astigiani  costruirono contiguamente ad essa un edificio documentato fin dal 1254 con il nome di "volte del Santo" corrispondente nelle dimensioni e nei volumi con il Palazzo Civico attuale.
Nell'ultimo quarto del XIII secolo sorse un palacium novum comunis identificabile con il palazzo del Podestà , utilizzato principalmente  per attività di servizio e rappresentanza. Pratico e funzionale perché a pochi metri dal "mercato del Santo" (in piazza San Secondo).
Dagli statuti comunali del periodo risulta infatti che il comune dovette costruire :
Il palazzo rimase per molti secoli di proprietà comunale e tra il XV secolo  ed il XVI secolo, fu sede del comune di Asti.
Nel XVIII secolo, alcuni locali vennero occupati dalla segreteria del Collegio Notarile.
Nel 1810, il palazzo passò di proprietà del signor Fautrier Pietro e sul finire del XIX secolo divenne la sede degli "accenditori della pubblica illuminazione a gas" e del "servizio fotometrico municipale" .

## Architettura

### Esterno
Il palazzo è un quadrilatero a pianta trapezoidale con il suo lato maggiore rivolto ad est. È costituito da un piano sotterraneo e tre fuori terreno di cui i primi due più antichi di origine duecentesca, il terzo  ottenuto dalla sopraelevazione della merlatura e la costruzione del tetto dell'edificio, costruito in un periodo più recente ma sempre antico.
Su tutte le facciate dell'edificio sono presenti delle finestre a tutto sesto, monofore al pianterreno, bifore al piano nobile.
Due aperture a tutto sesto con ghiera bicolore bianco-rossa presenti sul lato est e sud dell'edificio permettevano l'entrata nel palazzo.

### Interno
Gli ambienti interni sono caratterizzati da un pilastro quadrato in laterizio, che funge da perno centrale della volta da cui si dipartono quattro belle crociere a pianta trapeoidale che si raccordano con chiavi di volta scolpite.
Di quelle presenti nel pianterreno una all'interno raffigura un'aquila coronata e l'altra una croce patente.
Il locale sotterraneo viene identificato secondo il Bera con il  magazzino del sale o del grano del Comune. La tesi è anche avallata dalla presenza tra XIII e XIV secolo del mercato cittadino nella via contigua al lato sud del palazzo ed in seguito lo spostamento del mercato in piazza San Secondo a poche centinaia di metri dal palazzo.